# Margaritispora
Margaritispora is een geslacht van schimmels uit de familie Discinellaceae.  De typesoort is Margaritispora aquatica.

## Soorten
Volgens Index Fungorum telt het geslacht twee soorten (peildatum september 2023):
| Soortnaam                | Auteur(s) | Publicatiejaar |
| ------------------------ | --------- | -------------- |
| Margaritispora aquatica  | Ingold    | 1942           |
| Margaritispora monticola | Dyko      | 1978           |